# Iktebach
Der Iktebach ist ein knapp 10 km langer Zufluss zum Ellbach, in welchen er im Innenstadtbereich von Jülich im Bereich der sogenannten Promenade mündet. Der Ellbach wiederum mündet im Norden Jülichs in die Rur im Kreis Düren in Nordrhein-Westfalen, Deutschland. Derzeit fällt der Iktebach den größten Teil des Jahres trocken.

## Geographie

### Verlauf

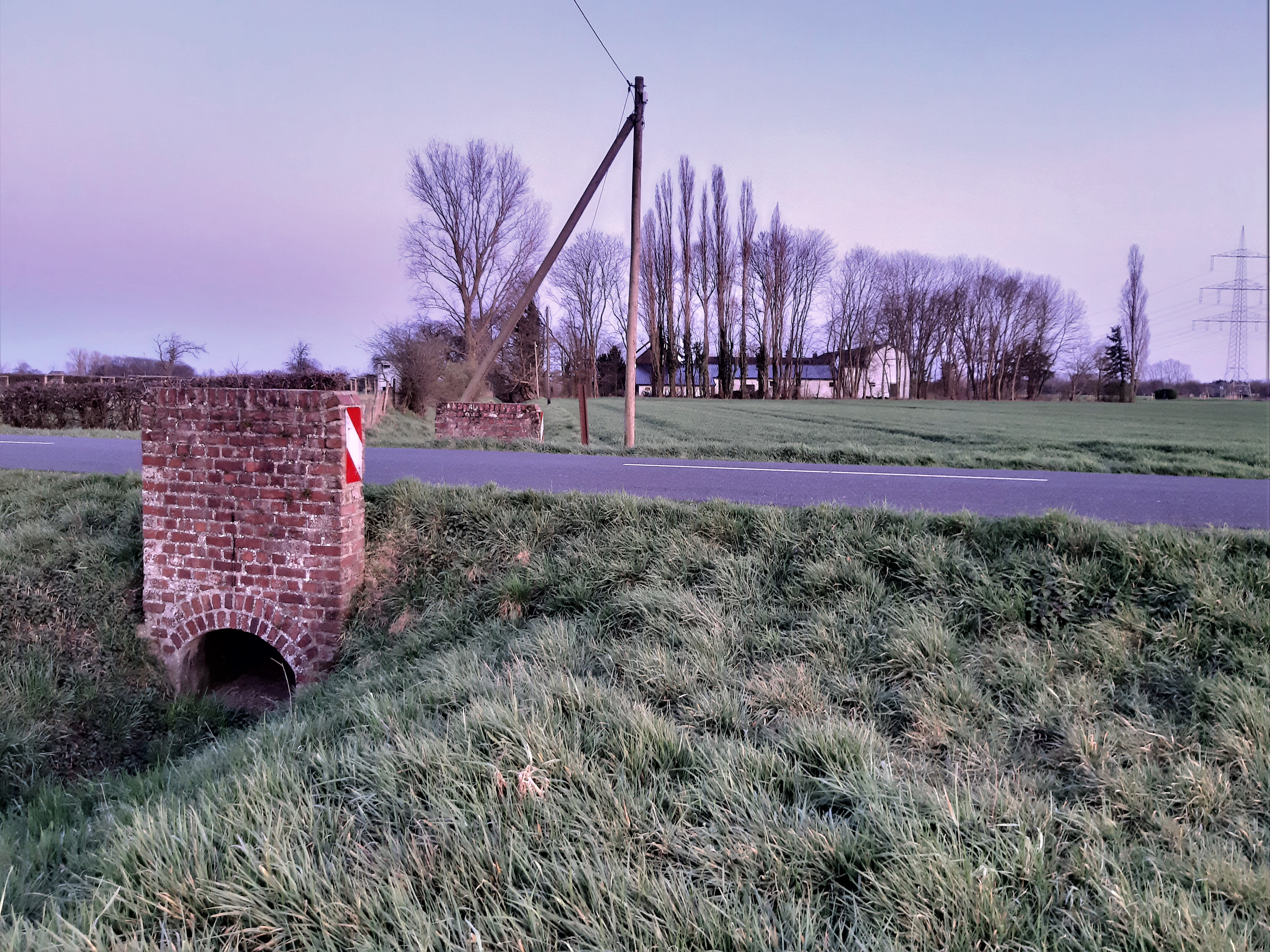
Durchlass für den Iktebach unter der Straße Hambach – Selgersdorf

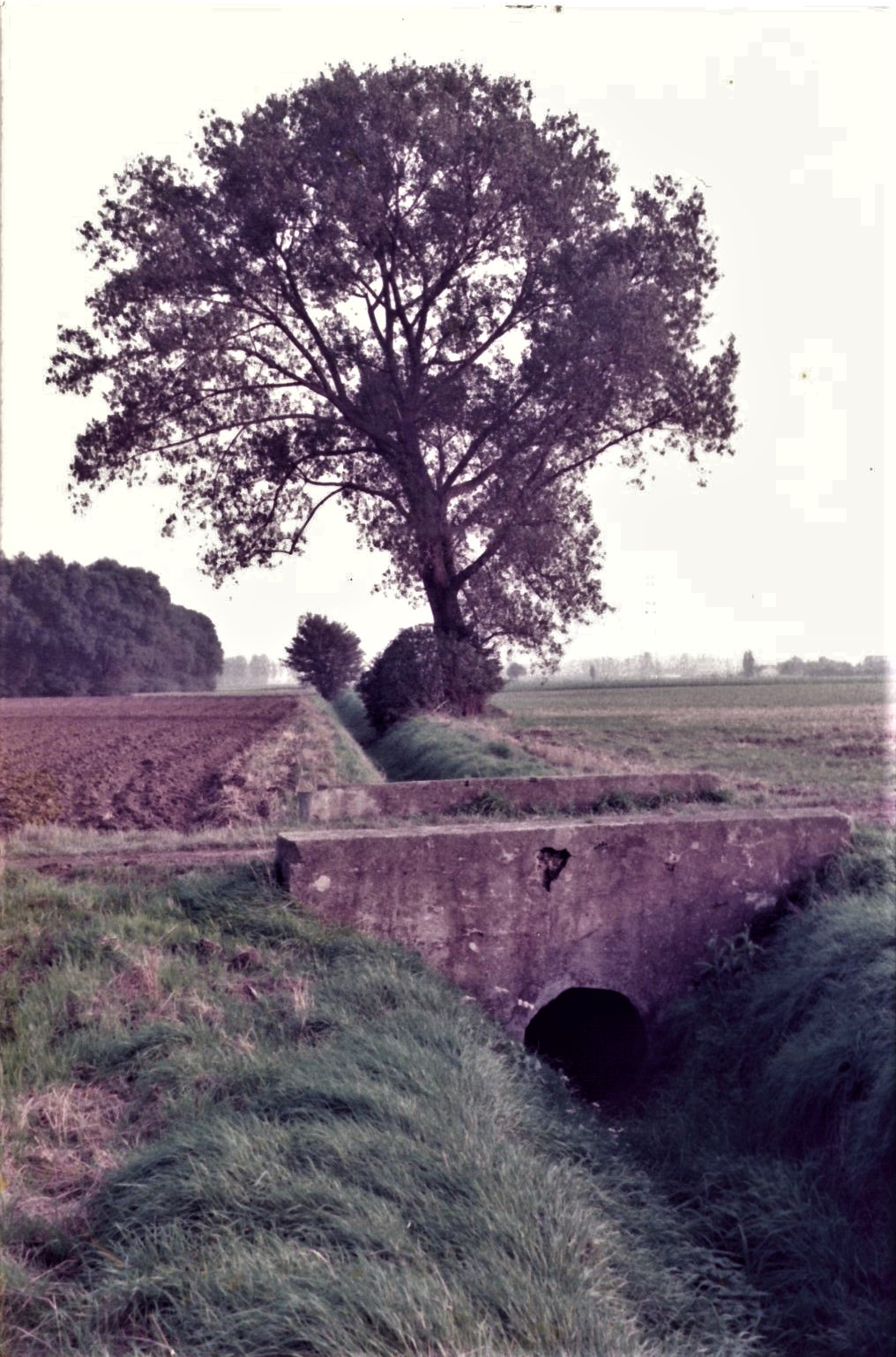
Iktebach zwischen Uranit und Selgersdorf (1984, die Äcker wurden inzwischen aufgeforstet)

Der Bach entspringt auf freiem Feld zwischen den Ortschaften Selhausen und Oberzier in der Nähe der Umspannanlage Oberzier. Er verläuft grob gesagt in nordwestliche Richtung.
Da sein Gebiet sehr flach ist, wäre ein mäandrierender Verlauf natürlich, allerdings wurde der Iktebach in seinem Oberlauf im Zuge landwirtschaftlicher Optimierungen (möglichst rechteckige Felder) und durch Flurbereinigungsmaßnahmen weitestgehend begradigt.
Lediglich in dem naturbelassenen Abschnitt im Bereich des Naturschutzgebiets Langenbroich-Stetternicher Wald, also zwischen Forschungszentrum und Bundeswehr-Mechatronikzentrum (früheres Bundesbahn-Ausbesserungswerk), zeigt er aufgrund des sehr geringen Gefälles deutliche Mäander. Im Bereich des Waldes teilt er sich sogar in zwei Arme auf, die sich jedoch an der Vogelsangstraße wieder vereinigen. In manchen Landkarten wird einer der beiden Arme als Iktegraben bezeichnet.

Ausbauplan des Bahnhofs Jülich von 1910 mit Verlegung des Iktebachs (hier zusätzlich als Spießkalle bezeichnet)

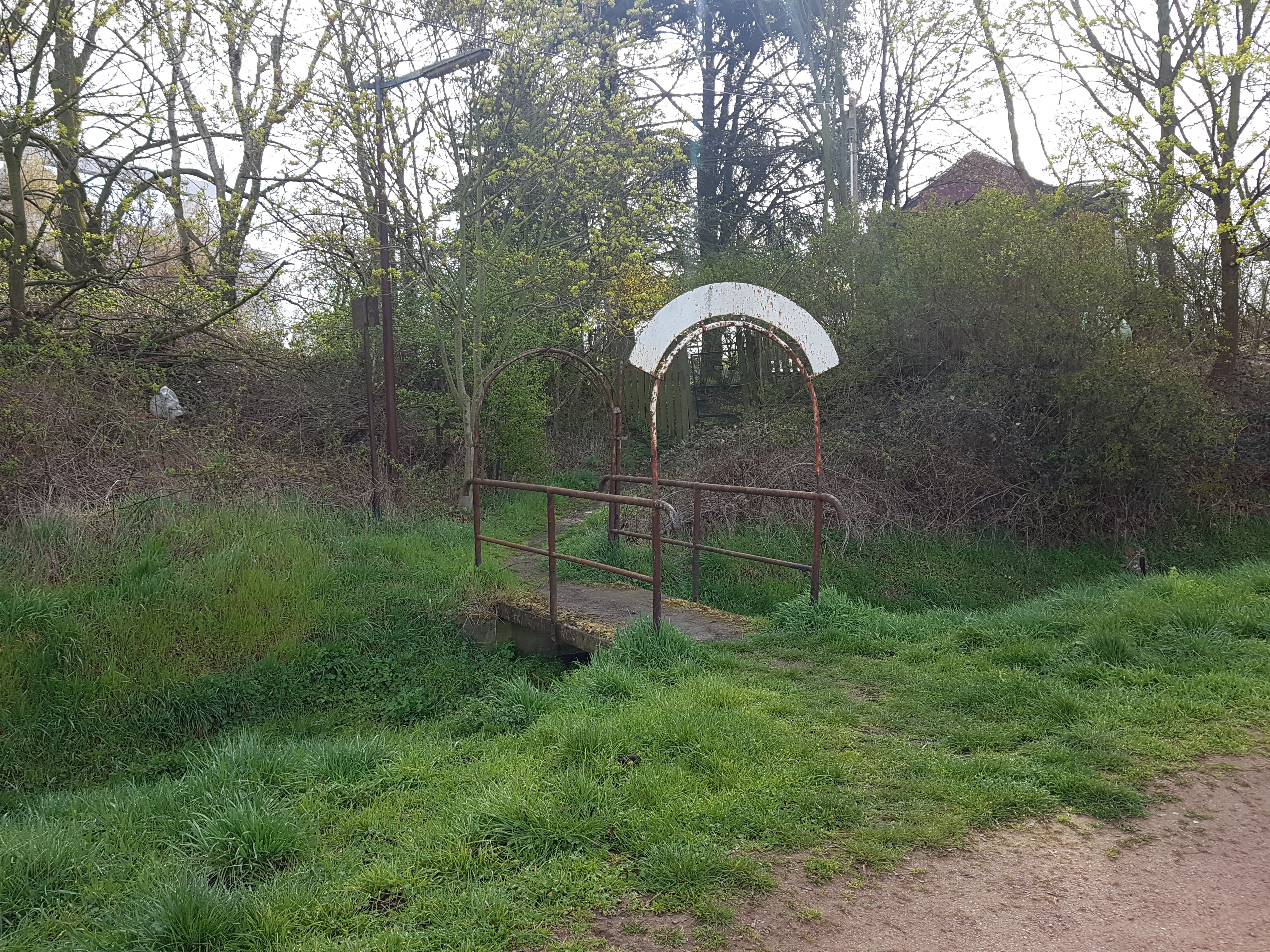
Fußgängerbrücke über den Iktebach mit altem Eingangstor zum Bahnbetriebswerk Jülich

Sein weiterer Verlauf bis zur Mündung in Jülich ist wiederum weitgehend von menschlichen Eingriffen geprägt. Das hier wieder oft gradlinige Bachbett zeigt an, dass es schon 1873 beim Bau des Jülicher Bahnhofs passend verlegt wurde. Bereits um 1910 wurde es direkt hinter der Unterquerung der Bahnstrecke Jülich–Düren erneut verlegt, weil dort nun ein raumgreifendes Bahnbetriebswerk mit Ringlokschuppen und anderen Anlagen entstand. Nordwestlich davon erbaute man in den 1930er-Jahren die langgestreckte Eisenbahnersiedlung entlang der heutigen Friedrich-Ebert-Straße, in deren Mitte der dorthin verlegte Iktebach und ein Grünstreifen als belebendes Element die Wohnqualität steigerten. In diesem Bereich wird der Bach heute unterirdisch geführt, Kanaldeckel zeigen seine Lage an. Unmittelbar nördlich der Adolf-Fischer-Straße ist das Bachbett jedoch wieder erkennbar. Unter einer weiteren Straßenbrücke biegt er direkt vorm alten Hallenbad scharf nach links ab, um im Bereich der langgestreckten Grünanlage („Promenade“), welche den Ellbach säumt, in jenen einzumünden.

### Orte
Entlang des Iktebachs befinden sich diese Ortschaften im Kreis Düren:
- Selhausen
- Krauthausen
- Kirchholzer Hof (bei Daubenrath)
- Jülich

## Besonderheiten

### Dampflok-Versorgung
Der Iktebach diente unter anderem zur Versorgung kreiseigener Lokomotiven. Nahe dem Iktebach nahm die Jülicher Kreisbahn (JKB) 1912 ihren Ausgangsbahnhof in Betrieb. Da die JKB von der Staatsbahn unabhängig war, verfügte ihr Bahnhof über einen eigenen kleinen Lokschuppen sowie einen Wasserkran zur Versorgung der JKB-Dampflokomotiven mit dem zur Dampferzeugung notwendigen Wasser. Dieser wurde jedoch im Zweiten Weltkrieg zerstört. Anstatt ihn wieder aufzubauen, wurde etwas weiter südlich, wo die Bahn den Iktebach überquerte, unmittelbar neben dem Geländer der Brücke eine Vorrichtung installiert, mit welcher das Wasser direkt in die Wassertanks der Loks gepumpt werden konnte. Sie wurde über zwei Jahrzehnte lang regelmäßig genutzt, bis die JKB sich schließlich von ihren Dampfloks trennte.

### Wasser-Brücken aus Beton

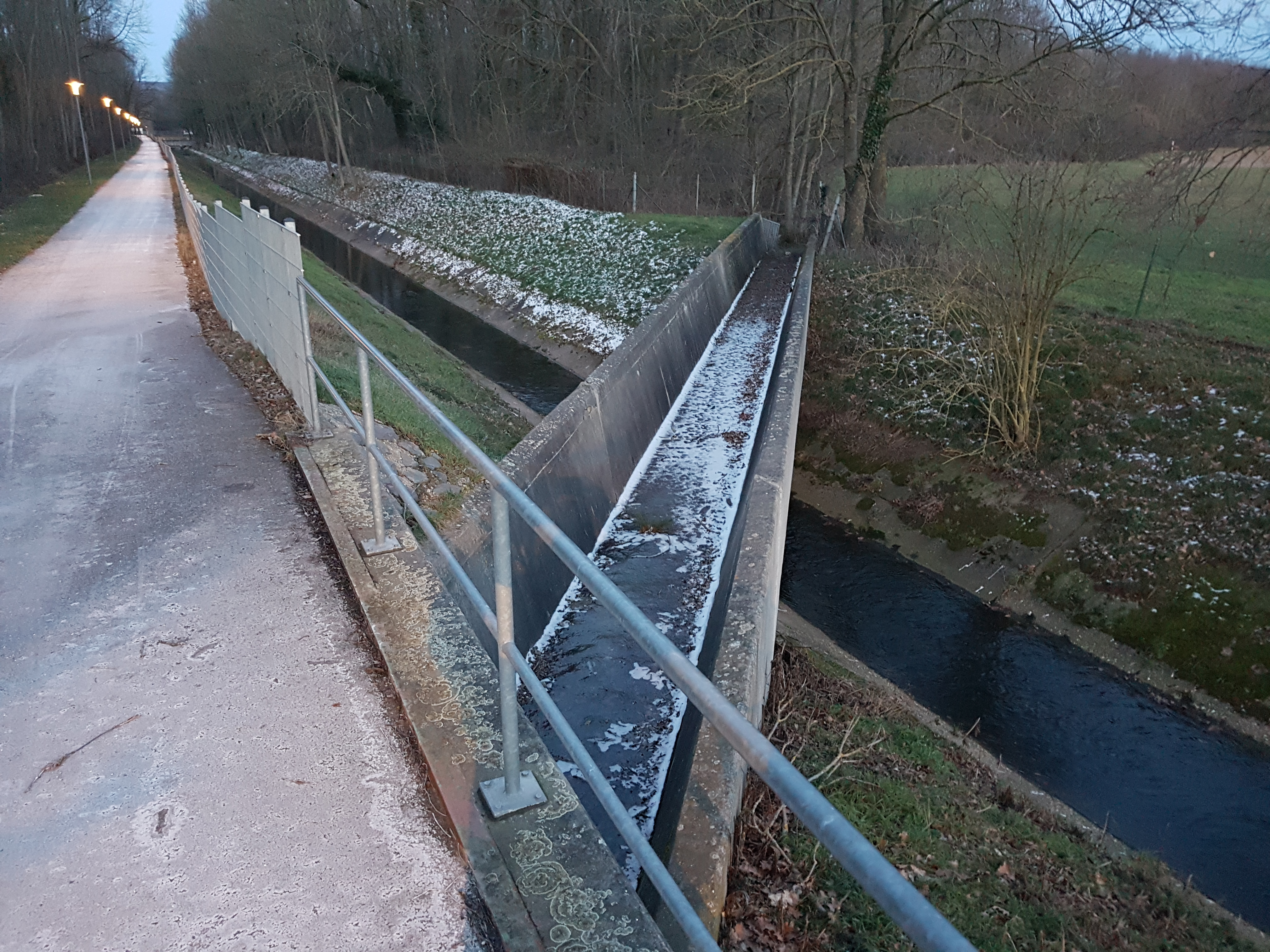
Überführung des Iktebachs über den Vorfluter des Forschungszentrums

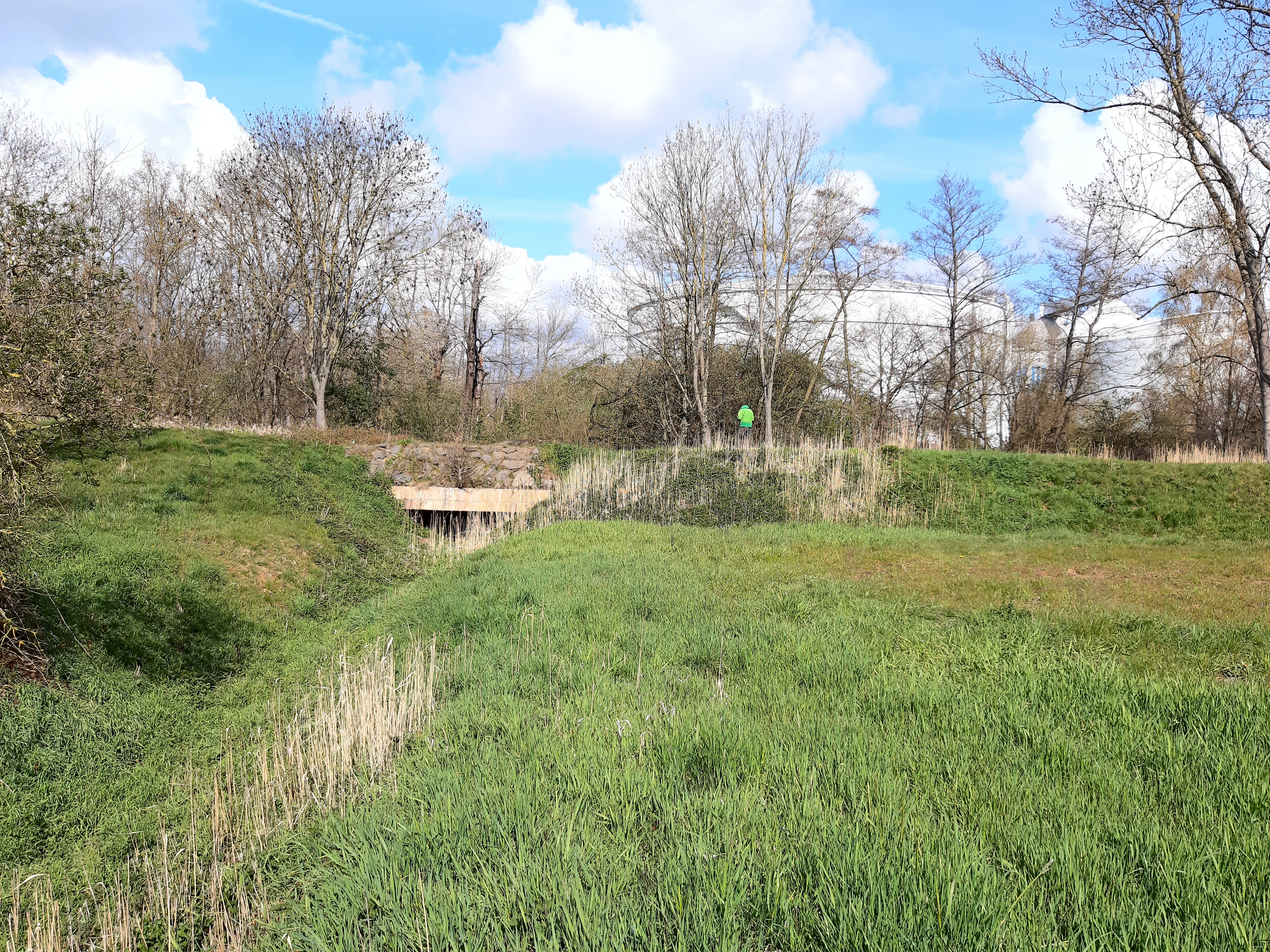
Überführung des Mühlenteichs über das trockene Bett des Iktebachs (vorne links), im Hintergrund die Zuckerfabrik

1956 wurde die Kernforschungsanlage Jülich gegründet (heutiges Forschungszentrum Jülich), welche unweit nördlich vom Iktebach mitten im Wald errichtet wurde. Schon in den ersten Jahren erhielt sie einen Vorfluter, der sie mit der Rur verband. Der Wasserspiegel des Vorfluters liegt jedoch etwa 2 m niedriger als der des Iktebachs, so dass zur Kreuzung der beiden Gewässer ein Betontrog gebaut wurde.
Unmittelbar südlich der Zuckerfabrik Jülich, kurz vor Unterquerung der Bahngleise, wird der Krauthausen-Jülicher Mühlenteich in etwa 2 m Höhe über das Bett des Iktebachs hinübergeführt. Der Mühlenteich hat hier eine Breite von ca. 3 m und führt im Gegensatz zum Iktebach in aller Regel Wasser, welches bei Selhausen aus der Rur abgeschlagen und zum einen Teil bei Altenburg wieder in die Rur geleitet wird, zum anderen Teil in der Jülicher Kernstadt in den Ellbach und über diesen in die Rur fließt. (Auf diesem Wegabschnitt überquert auch der Mühlenteich den Forschungszentrums-Vorfluter in ca. 2 m Höhe, und zwar unmittelbar südlich des Werks Lorsbeck der Wellpappenfabrik Gissler & Pass.) Kurz nach der Fertigstellung des Überführungsbauwerks wurde die Einfassung undicht und weggespült, das Wasser des Mühlenteichs lief in den Iktebach und sorgte in dessen weiterem Verlauf für Hochwasser, dabei sind auch mehrere Keller vollgelaufen.

### Austrocknung
Während der Iktebach noch in den 1950er-Jahren ständig Wasser führte (man versorgte die Lokomotiven damit), ist er seit Ende der 1980er-Jahre, als die Grundwasserabsenkungen für den Tagebau Hambach begannen, die meiste Zeit des Jahres ausgetrocknet. Lediglich bei tagelangen ergiebigen Regenfällen sammelt sich in seinem Gewässerbett wieder Wasser an, insbesondere, wenn zusätzlich der Boden ausreichend durchgefroren ist. Dies ist in der klimatisch milden Kölner Bucht allerdings nur selten der Fall. Wenn indes der Tagebau Hambach in einigen Jahren aufgegeben wird, das Abpumpen von Grundwasser endet und das verbleibende Loch mit Wasser vollläuft, ist es gut denkbar, dass auch der Iktebach wieder Wasser führen wird. Vor diesem Hintergrund wird verständlich, dass die Straßenbrücke kurz vor der Mündung des Iktebachs in den Ellbach im Jahr 2019 nicht etwa abgerissen und zugeschüttet, sondern grundlegend erneuert wurde.

### Zwangsarbeiterlager
Im Zweiten Weltkrieg war der Iktebach Namensgeber für ein ganz in seiner Nähe befindliches Barackenlager ausländischer Zwangsarbeiter, die im Reichsbahn-Ausbesserungswerk (RAW) Jülich eingesetzt wurden. Das Lager befand sich an der heutigen Leo-Brandt-Straße direkt gegenüber vom Werk im Wald. Am 29. September 1944 kamen bei einem großangelegten Fliegerangriff alliierter Bomber mehrere Hundert dieser damals sogenannten „Ostarbeiter“ ums Leben, da der Angriff kurz nach Feierabend erfolgte und ein Großteil des ersten Bombenhagels nicht etwa das strategisch wichtige Werk, sondern die Unterkünfte der Zwangsarbeiter traf, die sich zu diesem Zeitpunkt gerade dort zum Essensempfang versammelt hatten. Die Friedensbewegung „Pax Christi“ errichtete an dieser Stelle am 31. Oktober 1985 eine Gedenkstätte. Sie ist mit einem orthodoxen Kreuz ausgestattet, da die meisten Opfer aus Russland und der Ukraine stammten.
73 Jahre nachdem die Wehrmacht dieses Gebiet vor den heranrückenden Amerikanern aufgab, kam es am Nachmittag des 21. März 2018 in der Nähe der Gedenkstätte am Fundament einer Baracke zur Explosion einer deutschen Artillerie-Sprenggranate des Kalibers 7,5 Zentimeter. Zwei junge Männer von 18 und 19 Jahren wurden dabei zum Teil schwer verletzt. Geschosse dieser Art wurden im Zweiten Weltkrieg gegen feindliche Panzer eingesetzt.